# 小行星6073
小行星6073（英語：6073）是一颗围绕太阳公转的小行星。1939年10月18日，爾約·維薩拉在图尔库发现了此天体。
这颗小行星的绝对星等为269.4390031269383等。